# Tungbetong
Tungbetong är betong med en densitet över 2600 kg/m^3. Som ballast används tunga material som bland annat magnetit och då kan en densitet om ca 4000 kg/m^3 uppnås. Användningsområden är till exempel motvikter på lyftkranar, ballast till båtar, fartyg, havsbaserade vindkraftverk, olje- och gasledningar, för att motverka hydrostatiskt tryck samt dämpa buller och vibrationer i tunnlar som Cross Rail i London, samt i byggnader med krav på täthet för att förhindra spridning av radioaktivitet, till exempel strålskyddsbunkrar vid sjukhus eller forskningsanläggningar som European Spallation Source.

## Fotnoter
1. ↑  Byggnadsmaterial ISBN 978-91-44-02738-8
2. ↑  ”LKAB - Heavy weight concrete with high density for industrial use”. www.lkabminerals.com. Arkiverad från originalet den 28 maj 2018. https://web.archive.org/web/20180528215324/https://www.lkabminerals.com/en/industry-uses/building--construction/heavy-weight-concrete/. Läst 28 maj 2018.
3. ↑  ”Hywind Foundations On a Roll (Photos)” (på amerikansk engelska). Offshore Wind. https://www.offshorewind.biz/2017/02/22/hywind-foundations-on-a-roll-photos/. Läst 28 maj 2018.
4. ↑  ”LKAB levererar MagnaDense till mexikansk gasledning”. www.metallerochgruvor.se. Arkiverad från originalet den 28 maj 2018. https://web.archive.org/web/20180528215710/http://www.metallerochgruvor.se/20170126/4081/lkab-levererar-magnadense-till-mexikansk-gasledning?quicktabs_topplistor=0. Läst 28 maj 2018.
5. ↑  ”07 May 2018 | ESS” (på engelska). europeanspallationsource.se. https://europeanspallationsource.se/construction-update/2018/05/07. Läst 28 maj 2018.